# Wheeleria
Wheeleria là một chi bướm đêm thuộc họ Pterophoridae.

## Các loài
- Wheeleria elbursi Arenberger, 1981
- Wheeleria ivae (Kasy, 1960)
- Wheeleria kabuli (Arenberger, 1981)
- Wheeleria kasachstanica Arenberger, 1995
- Wheeleria leptopsamma (Meyrick, 1925)
- Wheeleria lyrae (Arenberger, 1983)
- Wheeleria obsoletus (Zeller, 1841)
- Wheeleria parviflorellus (Arenberger, 1981)
- Wheeleria phlomidis (Staudinger, 1870)
- Wheeleria raphiodactyla (Rebel, 1900)
- Wheeleria sobeidae (Arenberger, 1981)
- Wheeleria spilodactylus (Curtis, 1827)